# Marcel·lí Audivert i Pascual
Marcel·lí Audivert i Pascual   (l'Estartit, 19 d'abril de 1896 - Barcelona, 5 de gener de 1994) fou un mestre d'escola, topògraf i historiador català.
Nascut en el sí d'una família de pescadors i pagesos, rebé educació a l'Escola Nacional de Girona, on aconseguí el títol de Mestre Nacional, i exercí la docència a Sant Privat d'en Bas i a Tossa de Mar. Descontent amb la retribució econòmica, va guanyar una plaça per oposicions a l'Instituto Geográfico Nacional de Madrid, on féu de topògraf. A l'esclat de la Guerra Civil espanyola, passà a treballar per a la Generalitat de Catalunya, a la Secció de Serveis Forestals. Per haver estat membre de la Unió Socialista de Catalunya, al final de la guerra va patir represàlies del franquisme, que el desterrà a Jaén, on treballà com a topògraf de l'estat. Continuaria duent a terme aquesta professió fins a la seva jubilació, als 70 anys. Fou cosí germà de l'artista Pompeu Audivert.

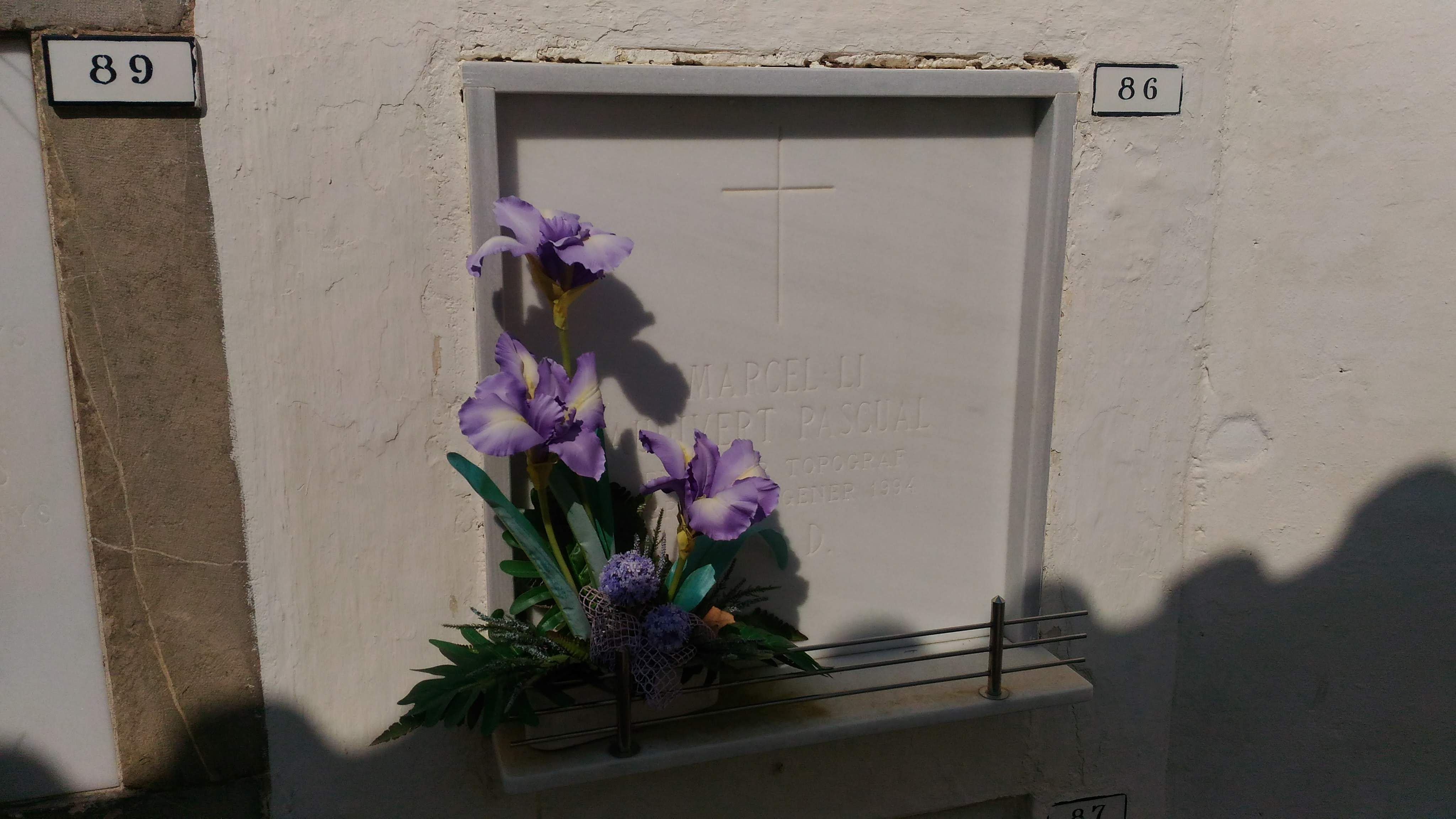
Tomba de Marcel·lí Audivert, al nínxol 86 del cementiri de l'Estartit.

Un cop jubilat, es dedicà a la recerca històrica i va escriure tres monografies: una sobre la història de l'Estartit (1971, reeditada el 1999 i el 2017), una altra sobre els llinatges d'aquesta població (1981), i l'última sobre Torroella de Montgrí (1983). Un carrer de l'Estartit porta el seu nom.